# Калангала
Калангала (енгл. Kalangala) је град у дистрикту Калангала у Централном региону у Уганди. Калангала је седиште истоименог дистрикта.
Калангала се налази северу острва Бугала, које представља највећу копнену масу дистрикта. Налази се на растојању од 60 километара (преко воде) југозападно од Ентеба.

## Становништво
Према попису из 2002. године град је имао око 2.950 становника, 2010. године је имао око 4.900, а према проценама у 2011. години је имао око 5.200 становника.